# Prärie (TV-serie)
Prärie (originaltitel: Rawhide) var en amerikansk western-serie som ursprungligen sändes i CBS under fredagskvällarna i åtta säsonger under perioden 9 januari 1959–3 september 1965 innan det flyttades till att sändas på tisdagskvällarna från 14 september 1965–4 januari 1966. Alla avsnitten spelades in i svartvitt. I svensk TV sändes serien under namnet Prärie under det tidiga 1960-talet, medan senare svensktextade DVD-utgåvor givits ut under originaltiteln.

## Handling
Historien handlade om ett gäng cowboys som föste kohjordar tvärs över prärien. Ofta råkade dessa cowboys på problem, antingen egna eller andras problem, och de olika avsnitten handlade om hur dessa problem löstes.

## Rollista (urval)
- Eric Fleming - Gil Favor, trailboss
- Clint Eastwood - Rowdy Yates, ramrod
- Paul Brinegar - George Washington Wishbone
- Steve Raines - Jim Quince
- James Murdock - Harkness "Mushy" Mushgrove III
- Robert Cabal - Jesús "Hey Soos" Patines
- Sheb Wooley - Pete Nolan

## Om serien
I serien medverkade Clint Eastwood. När den började spelas in var han ganska okänd, och det var denna TV-serie som fick fart på hans karriär. År 1965, efter 7:e säsongen, slutade Eric Fleming i förtid, innan hans kontrakt hade gått ut, och Clint Eastwoods rollfigur Rowdy Yates fick bli trailboss i den 8:e och sista säsongen.

## Hemvideoutgivningar
Serien har senare utgivits på DVD, under originaltiteln Rawhide. Soulmedia i Danmark innehar numera rättigheterna till hela serien i Skandinavien och svenska releasen av säsong 2 och 3 (delvis) har skett i samarbete med Pan Vision, numera Scanbox Vision. Säsong 1 (box 1 och 2 släpptes av Noble Entertainment). Säsong 3 har släppts i 4 boxar. En samlingsbox med säsong 1-3 kom under oktober 2013. Soulmedia kommer inte att släppa de återstående säsongerna i Skandinavien.
| Säsong     | Episoder | Release datum     | Release datum                                 | Release datum |
| Säsong     | Episoder | Region 1          | Sverige                                       |               |
| ---------- | -------- | ----------------- | --------------------------------------------- | ------------- |
| Säsong 1   | 22       | 25 juli 2006      | 28 oktober 2009 (1:1) 13 januari 2010 (1:2)   |               |
| Säsong 2:1 | 16       | 29 maj 2007       | 22 september 2010                             |               |
| Säsong 2:2 | 16       | 18 december 2007  | 22 september 2010                             |               |
| Säsong 3:1 | 15       | 27 maj 2008       | 28 september 2011 (3:1) 11 januari 2012 (3:2) |               |
| Säsong 3:2 | 15       | 9 december 2008   | 15 februari 2012 (3:3) 29 augusti 2012 (3:4)  |               |
| Säsong 4:1 | 15       | 7 juni 2011       | Ingen release av säsong 4-8                   |               |
| Säsong 4:2 | 15       | 1 november 2011   |                                               |               |
| Säsong 5:1 | 14       | 18 september 2012 |                                               |               |
| Säsong 5:2 | 14       | 18 september 2012 |                                               |               |
| Säsong 6:1 | 16       | 4 juni 2013       |                                               |               |
| Säsong 6:2 | 15       | 4 juni 2013       |                                               |               |
| Säsong 7:1 | 15       | 4 mars 2014       |                                               |               |
| Säsong 7:2 | 15       | 4 mars 2014       |                                               |               |
| Säsong 8   | 13       | 3 juni 2014       |                                               |               |